# یسایی شاهیجانیان
یسایی شاهیجانیان (ارمنی: Եսայի Շահիջանեան؛ انگلیسی: Yesayi Shahijanian؛ زاده ۱۹۳۹ - درگذشته ۱۹۸۷)، وی نگارگر، مینیاتوریست، تذهیب کار و مرمت کار آثار تاریخی ارمنی‌تبار اهل ایران بود.

## زندگی‌نامه
یسایی شاهیجانیان در ۱۹۳۹ میلادی (۱۳۱۸ خورشیدی) در محله جلفای نو اصفهان به دنیا آمد و پس از پایان تحصیلات، در مدرسه ارمنی‌های اصفهان وارد مدرسه عالی هنرهای زیبای اصفهان شد. شاهیجانیان با مطالعهٔ هنر مینیاتور در عصر صفوی به این هنر روی آورد. آثار بسیاری از وی در کلیسای وانک اصفهان، «هتل عباسی اصفهان» و «هتل والدورف آستوریای نیویورک» به چشم می‌خورد. شاجانیان همچنین دارای سابقه‌ای طولانی در مرمت آثار تاریخی است. تابلوهای مینیاتور سبک صفویه و قاجاریهٔ شاجانیان در زمرهٔ شاهکارهای اوست. وی در ۱۹۸۷ (۱۳۶۶) در سن ۴۸ سالگی در محله جلفای نو اصفهان درگذشت. پس از مرگ شاجانیان، به پاس خدمات ارزندهٔ وی، درجهٔ دکترای هنر به او اعطا شد.
زاون قوکاسیان، فیلمی با نام «نقش خیال» دربارهٔ زندگی و آثار شاهیجانیان ساخته است. این فیلم در سال ۱۹۹۳ میلادی. در زمره ۱۲۰ فیلم سینمای ارمنی، در «مرکز فرهنگی ژرژ پمپیدوی» فرانسه به نمایش درآمد. در این فیلم لوریک میناسیان و جمعی از هنر دوستان جلفای اصفهان به ایفای نقش پرداختند.